# Betacam

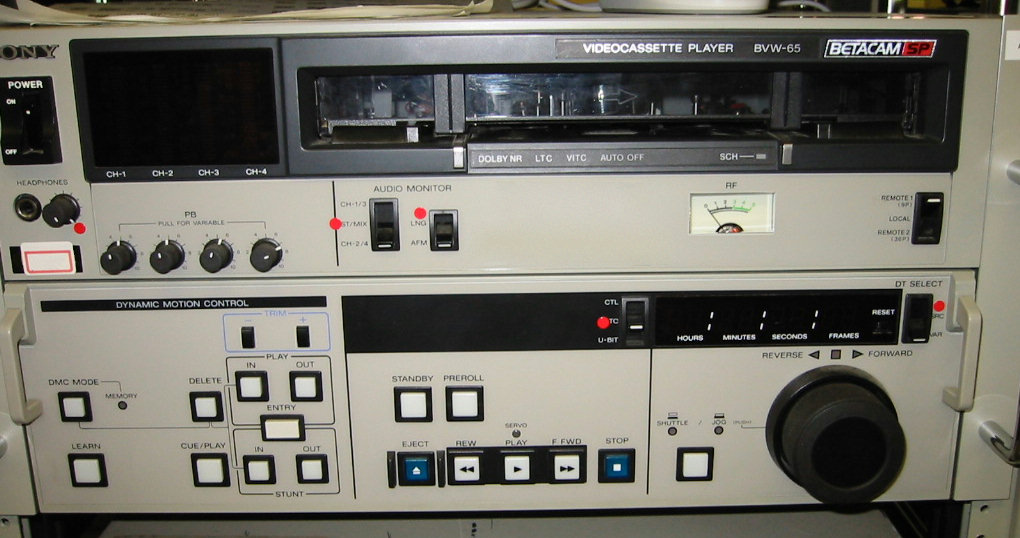
Reproductor Sony Betacam-SP BVW-65.

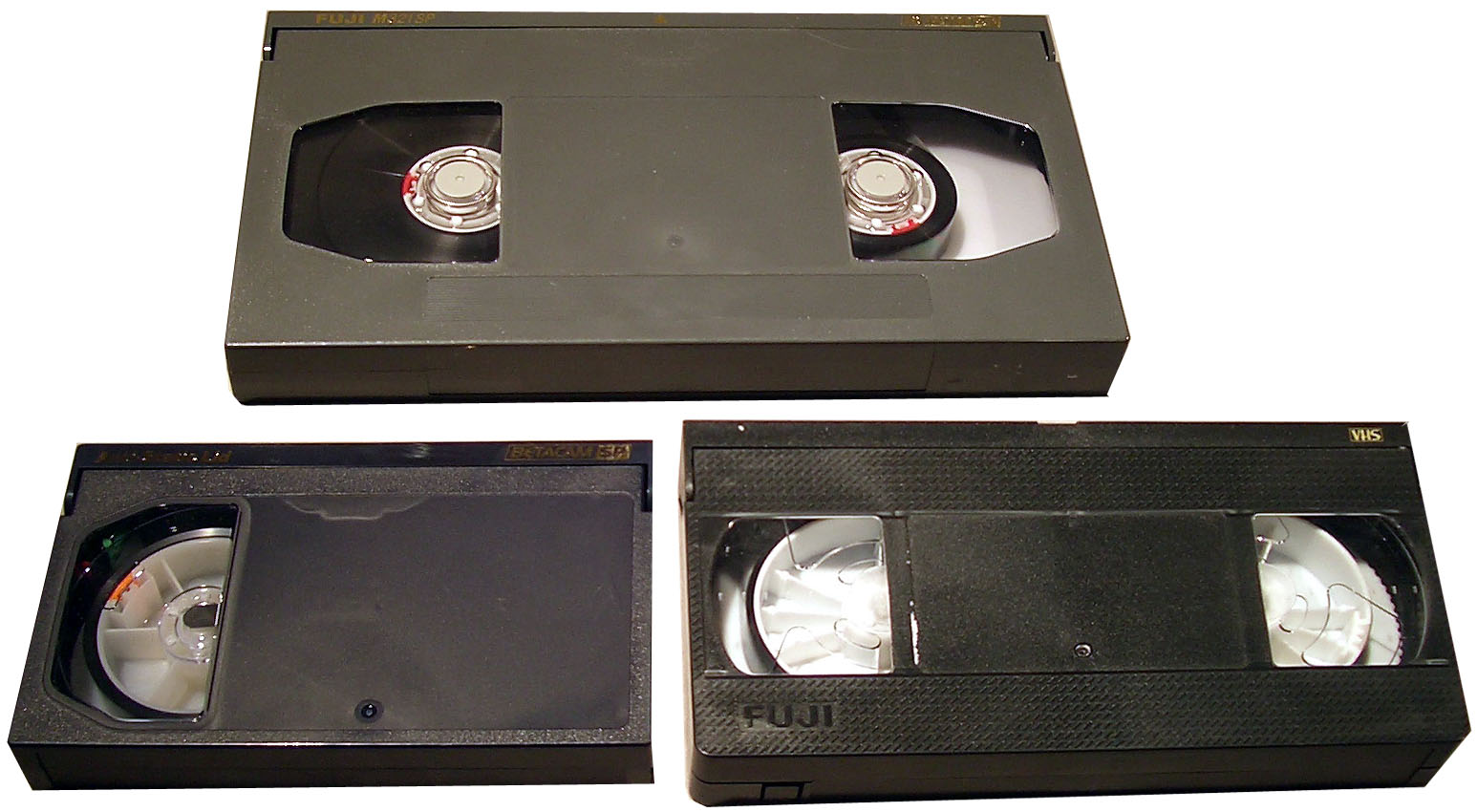
Comparación de tamaños de video casetes.
Betacam SP L (arriba) y SP S (izquierda), VHS (derecha).

Betacam es una familia de formatos de videocintas profesionales de 12,7 mm creada por Sony en 1982.
Todos los formatos usan el mismo tipo de cinta magnética, que es lo que define a Betacam, con idéntico ancho de cinta y forma de enhebrado. Sus distintas variantes lo convierten en un sistema altamente compatible y con una amplia evolución. Los casetes tienen dos tamaños distintos: S (del inglés small, pequeño) y L (de large, grande) . Las cámaras Betacam sólo admiten el tamaño S, mientras que los magnetoscopios soportan S y L. Los casetes y los estuches tienen colores distintos dependiendo del formato específico del que se trate. Betacam incorpora una clave mecánica que permite al magnetoscopio identificar a qué sistema pertenece la cinta insertada en él.

## Variantes de Betacam

### Betacam
El primer formato 'Betacam' fue lanzado el 7 de agosto de 1982. Es un sistema analógico de vídeo por componentes, que almacena la luminancia (Y) en una pista y las señales de crominancia (R-Y, B-Y) en otra distinta. La separación de las señales proporciona una calidad suficiente para un entorno de teledifusión con 300 líneas verticales de resolución.
El Betacam original utiliza cintas magnéticas, que son exactamente las mismas que su versión doméstica, el Betamax, creado también por Sony en 1975. Las cintas vírgenes Betacam se pueden usar en magnetoscopios Betamax y viceversa. La diferencia entre ambos formatos consiste en que Betamax graba una señal de vídeo compuesto (al igual que otros formatos como VHS, U-matic y el formato C de 1 pulgada), mientras que Betacam usa una señal por componentes y una mayor velocidad de paso de cinta, lo que proporciona mejor calidad de audio y vídeo. Una cinta L-750 permite 3 horas de grabación en Betamax y sólo 30 minutos de grabación en Betacam, pero con una calidad muy superior.

### Betacam SP
El sistema Betacam SP (Betacam Superior performance, Betacam de rendimiento superior) fue creado en 1986, y mejoraba su resolución a 340 líneas verticales y añadía dos pistas de audio AFM, además de las 2 longitudinales ya existentes. Betacam SP se convirtió en el estándar de vídeo para las cadenas de televisión y la producción de gama alta hasta la entrada de los formatos digitales a partir de mediados de los años 90, incluso siguió siendo muy requerido tras su descontinuación en 2001. Aunque los tamaños y duraciones de cinta son iguales, las cintas de Betacam SP usan recubrimiento de metal puro, de menor calidad, por lo que no se puede utilizar el mismo soporte. En la práctica hay una variación en la duración de las cintas en PAL, puesto que las marcas comerciales indican la duración para NTSC. Por cada 5 minutos de cinta se añade uno adicional; así, una cinta Betacam vendida como de 30 minutos, en PAL durará 36 minutos.
Toda la gama Betacam está diseñada para ser compatible entre sí, pero solo con versiones anteriores y generalmente en lectura. Esto significa que un equipo Betacam SP podrá leer cintas Betacam, pero no podrá grabar con ellas y Betacam no podrá leer Betacam SP. Según Sony ha ido incorporando formatos con el sistema Betacam, ha ido manteniendo esta compatibilidad. Por tanto, existen magnetoscopios MPEG IMX que leen Betacam, Betacam SP, Betacam Digital, Betacam SX y MPEG IMX. Esta es una de las grandes ventajas que han permitido el éxito de la gama Betacam, puesto que no hace necesario repicar/convertir el archivo guardado en versiones antiguas.

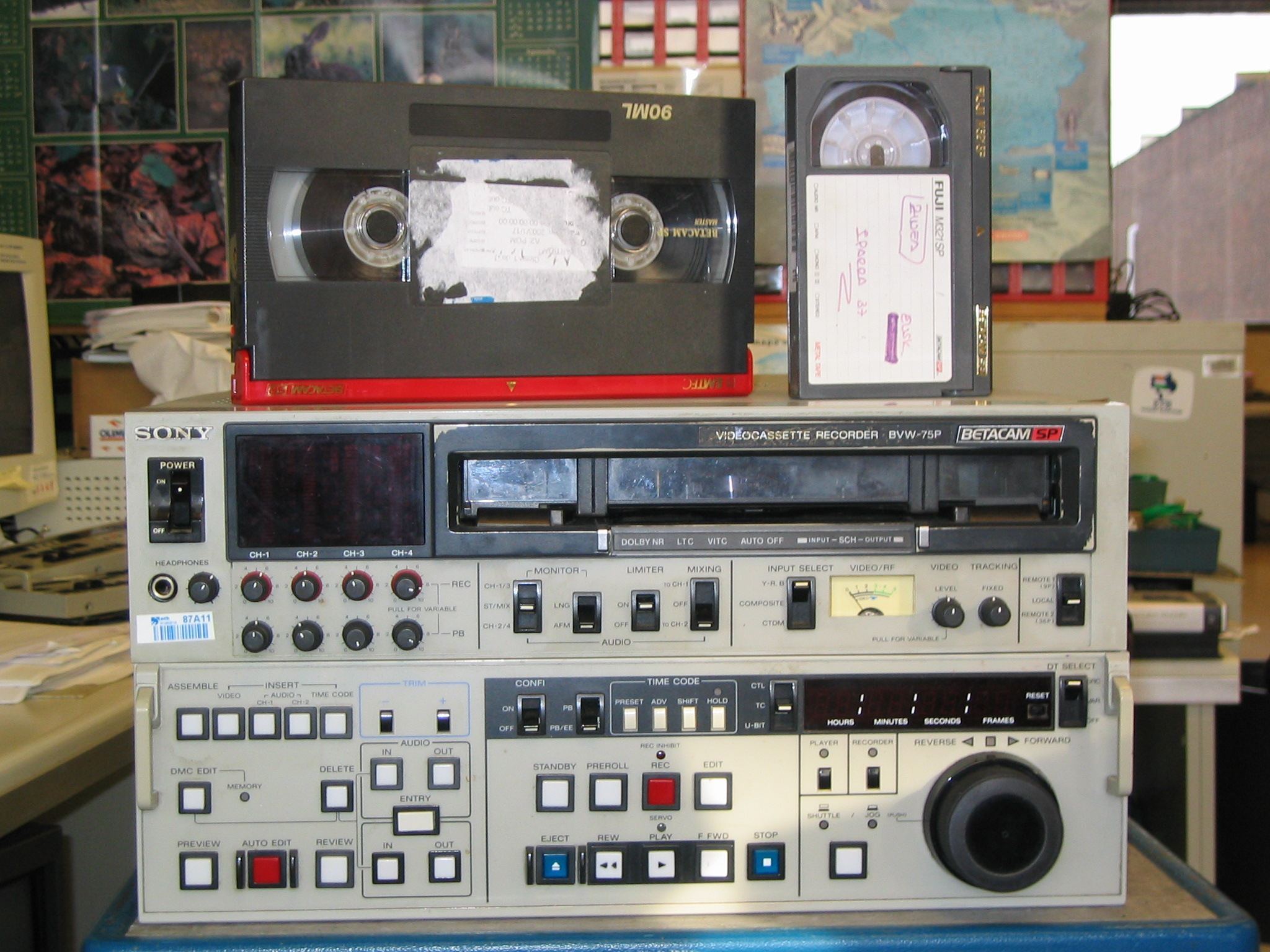
Magnetoscopio VBVW-75P de Sony. Formato Betacam SP.

Betacam y Betacam SP suele utilizar cintas de color negro o gris.
Las primeras videocámaras Betacam venían acompañadas de un magnetoscopio reproductor. Los primeros modelos fueron la BVP-3, que usaba 3 tubos Saticon, y la BVP-1, con un único tubo Trinicon de 3 bandas. A pesar de venir acompañadas por un magnetoscopio (BVW-1), son equipos camcorder, es decir, cámaras con magnetoscopio incorporado. Las cintas sólo podían reproducirse en la cámara a través del visor en blanco y negro. Para ver la señal en colores, existía un magnetoscopio de estudio, el BVW-10, que, sin embargo, era sólo reproductor. En un principio, Betacam estaba concebido sólo como formato de captación ENG. Para el montaje de programas, se usaban equipos editores (A/B ROLL) que reproducían Beta y grababan C-1" o U-Matic. Además, la primera gama de equipos incluía un reproductor portátil (BVW-20) con monitor en color, lo que permitía comprobar la imagen in situ. Al contrario que el BVW-10, no llevaba incorporado un corrector de base de tiempo.
Con el éxito de Betacam como formato para programas informativos, la gama pronto incluyó el reproductor de estudio BVW-15 y el magnetoscopio grabador BVW-40. El BVW-15 añadía seguimiento dinámico, que permite una visualización óptima de la imagen con velocidad variable y "congelamiento" de la imagen. El BVW-40 fue el primer equipo que permitió la grabación y edición en Betacam y, por tanto, por componentes. También se podía hacer una edición máquina a máquina sencilla por corte con los magnetos BVW-10/15 y BVW-40. Se añadieron además dos equipos para el trabajo de campo: el grabador BVW-25 y el reproductor portátil BVW-21.
En los primeros años, hubo críticos que afirmaban que Betacam era inferior a los formatos C y B, los estándares de grabación de video en los 70 y 80. Además existía una importante limitación de sólo media hora en la duración de las cintas. Sony respondió creando el Betacam SP que incorporaba no demasiadas novedades en cuanto al formato en sí, pero que añadía importantes variaciones en cuanto al magnetoscopio, con grandes mejoras en calidad, características, y con la novedad del tamaño L de cinta, que permitía grabar más de 90 minutos en un único soporte.
Las nuevas máquinas de estudio fueron los reproductores BVW-60 y BVW-65, con seguimiento dinámico, y los grabadores BVW-70 y BVW-75, este último con seguimiento dinámico incluido. El BVW-5, el magnetoscopio adosado al camcorder, permitía ver en color usando un adaptador. Existía un grabador ligero, el BVW-35, que incorporaba el puerto serial RS-422, que permitía utilizarlo con controladores de edición. A pesar de que los nuevos equipos de estudio podían usar cintas de tamaño L, el BVW-35 no las admitía por ser una versión más económica. Sony incorporó el BVW-22, un reproductor económico enfocado a labores de visualización de imágenes y de distribución del tiempo correspondiente a las emisiones de televisión y que no podía ser usado para edición.
Más tarde se incorporó a la gama de trabajo de campo el BVW-50, que grababa y reproducía cintas L, y que se mantuvo durante una década, casi sin variaciones, como el estándar más vendido.
Hasta la incorporación de la cámara BVW-400, el magnetoscopio iba adosado a la cámara (docking system), lo que permitía cambiarlo por otro. La BVW-400 fue el primer modelo con magnetoscopio integrado, lo que restaba flexibilidad, pero también muchísimo peso (algo esencial en trabajo ENG). De hecho, los modelos integrados son los que se han consolidado en el mercado.

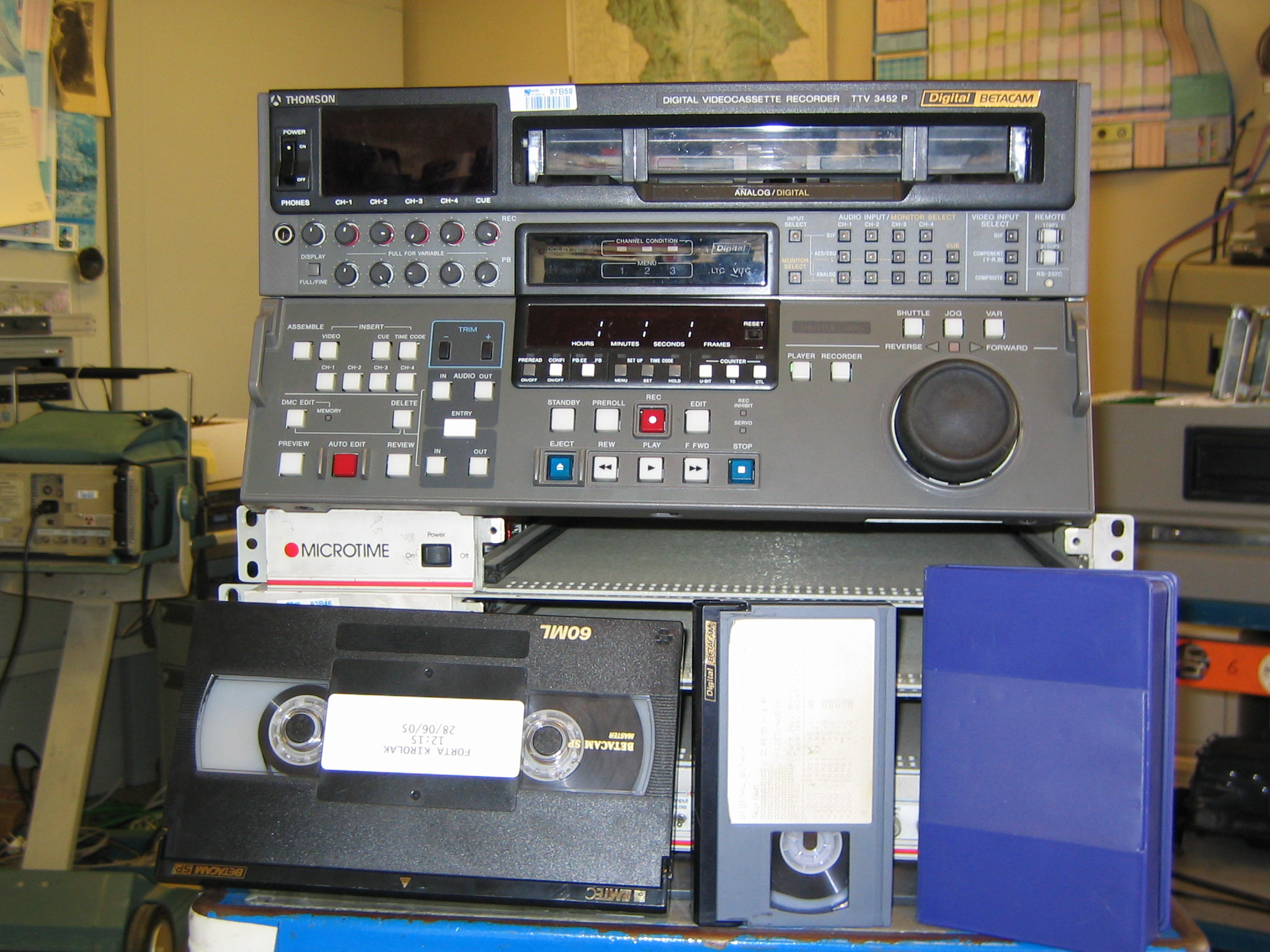
Magnetoscopio TTV 3452-P de Sony. Formato Betacam digital.

El último camcorder Betacam SP fue el BVW-600, cuyo frontal es muy similar al del modelo DVW-700, que es Betacam Digital. Al igual que los demás Betacam, no puede reproducir en color sin adaptador.
En los noventa, Sony creó una línea inferior para vídeo industrial dentro de la gama (la calidad para televisión se conoce como calidad broadcast). A principios de la década, lanzó el reproductor PVW-2600 y el grabador PVW-2800, que carecían de las pistas 3 y 4 de audio AFM. A mediados de los 90 fue el turno de los baratos UVW, más sencillos, que traían un panel frontal limitado y carecían de jog y shuttle. Eran el reproductor UVW-1600 y el grabador UVW-1800.

### Digital Betacam

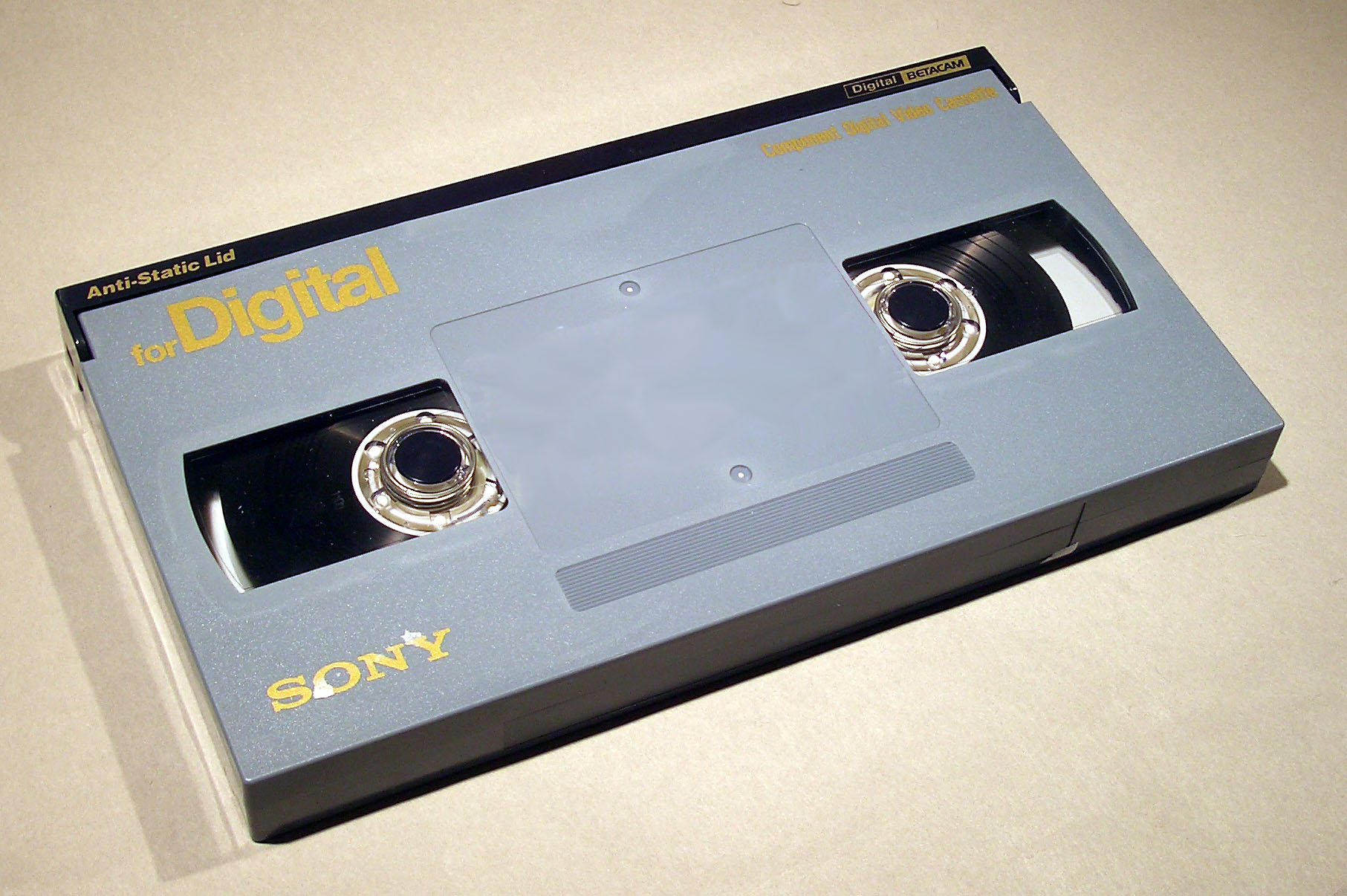
Cinta Digital Betacam tamaño L.

El Digital Betacam (conocido también como Digi Beta y DBC) fue lanzado en 1993. El sistema venía a suplantar a Betacam y Betacam SP, aunque en la práctica han convivido y siguen conviviendo por cuestiones prácticas y económicas (en 2004 todavía se seguía usando Beta SP en grandes cantidades en Televisión Española; a finales de 2009 Telecinco continúa trabajando principalmente con Betacam SP, y apenas ha iniciado el paso a XDCAM tímidamente). A la vez, Digital Betacam fue la primera apuesta económica de Sony en digital, frente al D1, ofreciendo alta calidad a un precio aceptable. Las cintas S llegan a los 40 minutos y las L hasta 124 minutos de duración.
Digital Betacam graba usando una señal de vídeo por componentes comprimida con el algoritmo DCT (el ratio de compresión es variable, normalmente alrededor de 2:1). Su profundidad de color es de 10 bits y su patrón de muestreo es 4:2:2 en PAL (720x576) y NTSC (720x480), con el resultado de un bitrate de 90 Mb/s. En cuanto a sonido, proporciona 4 canales de audio PCM a 48 kHz y 20 bits. Incluye dos pistas longitudinales para control track y código de tiempo.
Digital Betacam es considerado tradicionalmente el mejor formato de vídeo digital de resolución estándar (SD con compresión (D5 de Panasonic es un formato de calidad aún mayor, pero es un formato sin compresión). En general, es usado como formato de cinta para másteres y trabajos de calidad media-alta, especialmente postproducción y publicidad, aunque algunas empresas lo usan para cualquier cometido. Es más caro que otros como el DVCAM y el DVCPRO, pero proporciona mayor calidad. Panasonic tiene un formato algo parecido, el DVCPRO 50.
Otro factor que contribuyó al éxito del Beta Digital es la incorporación en los magnetoscopios de la conexión digital SDI, de tipo coaxial. Las empresas podían usar un formato digital sin necesidad de renovar todo el cableado coaxial previo.
Digital Betacam usa cintas de color azul.
| Características técnicas de Digital Betacam | Características técnicas de Digital Betacam |
| ------------------------------------------- | ------------------------------------------- |
| Sistema                                     | Digital SD. Por componentes                 |
| Patrón de muestreo                          | 4:2:2                                       |
| Algoritmo                                   | DCT intraframe                              |
| Ratio de compresión                         | 2:1                                         |
| Bitrate                                     | 90 Mb/s                                     |
| Profundidad de color                        | 10 bits                                     |
| Ancho de cinta                              | 1/2"                                        |
| Canales de audio                            | 4 canales PCM                               |
| Muestreo de audio                           | 48 kHz / 20 bits                            |

### Betacam SX

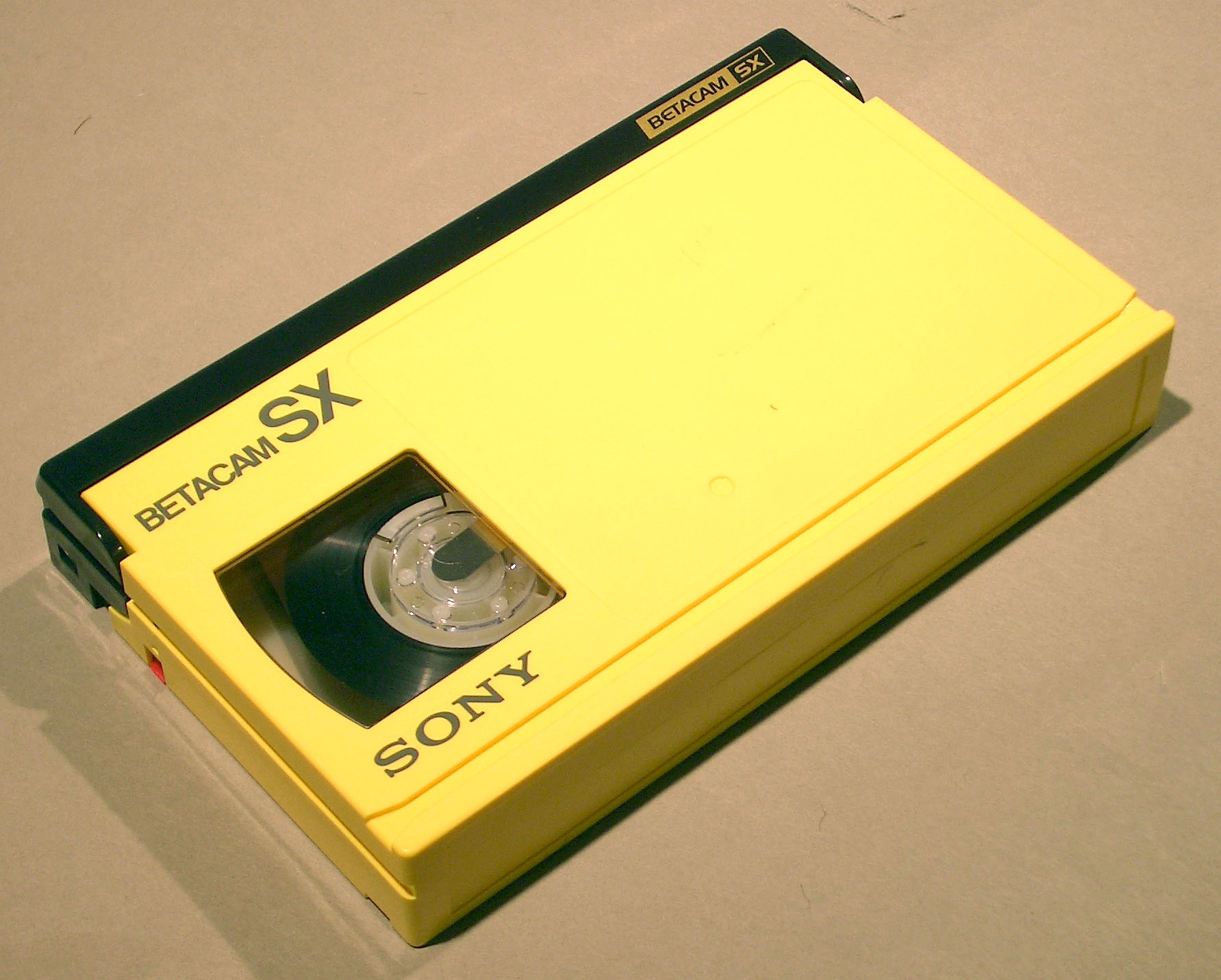
Cinta Betacam SX tamaño S.

Betacam SX es un formato digital creado en 1996, con la idea de ser una alternativa más barata al Betacam Digital, especialmente para trabajos ENG. Comprime la señal por componentes usando MPEG-2 4:2:2 Profile@ML (MPEG-2 4:2:2P@ML), con 4 canales de audio PCM a 48 kHz y 16 bits. Betacam SX es compatible con cintas de Betacam SP. El tamaño S guarda hasta 64 minutos y el tamaño L, hasta 194.
Al crear el formato, Sony ideó una serie de camcorders híbridos, que permitían grabar tanto en cinta como en disco duro, así como un repicado a alta velocidad. Así se ahorraba desgaste de los cabezales de vídeo y se aceleraba la captura de cara a la edición no lineal. También incorporó el good shot mark, que permitía incorporar marcas en la cinta. El equipo podía acceder rápidamente a estas marcas y reproducirlas.
Betacam SX usa cartuchos de color amarillo.
| Características técnicas de Betacam SX | Características técnicas de Betacam SX |
| -------------------------------------- | -------------------------------------- |
| Sistema                                | Digital SD. Por componentes            |
| Patrón de muestreo                     | 4:2:2                                  |
| Algoritmo                              | MPEG-2 4:2:2P@ML interframe            |
| Ratio de compresión                    | 10:1                                   |
| Bitrate                                | 18 Mb/s                                |
| Profundidad de color                   | 8 bits                                 |
| Ancho de cinta                         | 1/2" / disco duro                      |
| Canales de audio                       | 4 canales PCM                          |
| Muestreo de audio                      | 48 kHz / 16 bits                       |

### MPEG IMX
MPEG IMX es una variante del Betacam creada en 2001. Utiliza, al igual que Betacam SX, una compresión MPEG, pero con un bitrate superior. Comparte la norma CCIR 601, con hasta ocho canales de audio y una pista de código de tiempo. Carece de una pista analógica de control track como el Betacam Digital, pero puede usar la pista 7 de audio para este cometido.
Es un sistema de vídeo por componentes comprimido con el MPEG-2 4:2:2P@ML. Permite tres niveles de bitrate distintos: 30 Mb/s (compresión 6:1), 40 Mb/s (compresión 4:1) y 50 Mb/s (compresión 3,3:1).
Con los magnetoscopios IMX, Sony introdujo dos nuevas tecnologías: SDTI y e-VTR. SDTI permite que vídeo, audio, TC y control remoto viajen por un solo cable coaxial. e-VTR hace que los mismos datos puedan ser trasmitidos por IP a través de una conexión ethernet. Existen dos tipos de tarjetas, la 2000 y la 3000 (la última permite transferir también un proxy). La transferencia es a dos veces el tiempo real para los contenidos grabados en IMX y transfiere (en IMX 30 o 50) en tiempo real para el resto de materiales de media pulgada (Betacam/SP, SX, DB). También incluye la función good shot mark de Beta SX. Las cintas de tamaño S graban hasta 60 minutos y las de tamaño L, hasta 184 minutos.
MPEG IMX usa cartuchos de color verde. El formato también forma parte de la gama XDCAM, y puede grabar en Professional Disc, una especificación de Blu-ray Disc para vídeo broadcast.
| Características técnicas de MPEG IMX | Características técnicas de MPEG IMX |
| ------------------------------------ | ------------------------------------ |
| Sistema                              | Digital SD. Por componentes          |
| Patrón de muestreo                   | 4:2:2                                |
| Algoritmo                            | MPEG-2 4:2:2P@ML intraframe          |
| Ratio de compresión                  | 3,3:1 / 4:1 / 6:1                    |
| Bitrate                              | 50 Mb/s / 40 Mb/s / 30 Mb/s          |
| Profundidad de color                 | 8 bits                               |
| Ancho de cinta                       | 1/2" / Professional Disc             |
| Canales de audio                     | 8-4 canales PCM                      |
| Muestreo de audio                    | 48 kHz / 16-24 bits                  |

### HDCAM / HDCAM SR
HDCAM, creado en 1997, es una versión de Alta definición (HD) de la familia Betacam, y mantiene la misma cinta de 1/2 pulgada. Utiliza una frecuencia de muestreo 4:2:2 y 8 bits de profundidad de color en vídeo por componentes. Este formato, al tratarse de HD, permite grabar en resoluciones superiores, a 720 y 1080 líneas. Además, como está destinado al cine, además de a los habituales 25 y 30 frames por segundo con exploración entrelazada (50i, 60i), PAL y NTSC respectivamente, graba a una velocidad de 24 fps (24p), la misma que se usa en cine con soporte fotoquímico. También puede realizar exploración progresiva, además de la exploración entrelazada tradicional de vídeo. Su bitrate de vídeo es 144 Mb/s. En cuanto a audio, graba 4 canales de audio AES/EBU a 48 kHz y 20 bits.
HDCAM usa cartuchos negros con pestaña naranja.
| Características técnicas de HDCAM | Características técnicas de HDCAM |
| --------------------------------- | --------------------------------- |
| Sistema                           | Digital HD. Por componentes       |
| Patrón de muestreo                | 3:1:1                             |
| Algoritmo                         | DCT intraframe                    |
| Exploración                       | Progresiva / Entrelazada          |
| Bitrate                           | 144 Mb/s                          |
| Profundidad de color              | 8 bits                            |
| Ancho de cinta                    | 1/2"                              |
| Canales de audio                  | 4 canales PCM                     |
| Muestreo de audio                 | 48 kHz / 20 bits                  |

HDCAM SR es una variación del anterior creada en 2003. Utiliza una cinta con alta densidad de partículas que permite grabar una señal RGB con muestreo 4:4:4 a un bitrate de 440 Mb/s. Esto permite capturar una resolución máxima de 1920x1080 y hasta 12 canales de audio. HDCAM SR usa una compresión MPEG-4 Studio Profile de alta calidad que no utiliza grupos de imágenes (GOP), por lo que no da los típicos problemas de MPEG a la hora de editar, y usa compresión intracuadro en progresivo y compresión intracampo en entrelazado. Algunos magnetoscopios HDCAM SR tienen un segundo modo que alcanza los 880 Mb/s, lo que permite un único flujo de vídeo con menor compresión o dos flujos simultáneamente. El modo 440 Mb/s es SQ y el modo 880 Mb/s, HQ. HDCAM SR sigue permitiendo un 4:2:2 por componentes.
La duración de cintas es la misma que el formato Betacam Digital: 40 para la talla S y 124 para el tamaño L. En su versión de 24 fps, alcanza los 50 y 155 minutos, respectivamente.
HDCAM SR usa cartuchos negros con pestaña azul.
Dentro de los formatos HDCAM y HDCAM SR, Sony cuenta con la gama CineAlta, con equipos especialmente diseñados para su uso en rodajes de cine.
| Características técnicas de HDCAM SR | Características técnicas de HDCAM SR |
| ------------------------------------ | ------------------------------------ |
| Sistema                              | Digital HD. RGB / Por componentes    |
| Patrón de muestreo                   | 4:4:4 / 4:2:2                        |
| Algoritmo                            | MPEG-4SP intraframe / intracampo     |
| Exploración                          | Progresiva / Entrelazada             |
| Bitrate                              | 440 Mb/s                             |
| Profundidad de color                 | 12 / 10 bits                         |
| Ancho de cinta                       | 1/2"                                 |
| Canales de audio                     | 12 canales PCM                       |

## Pistas en Betacam

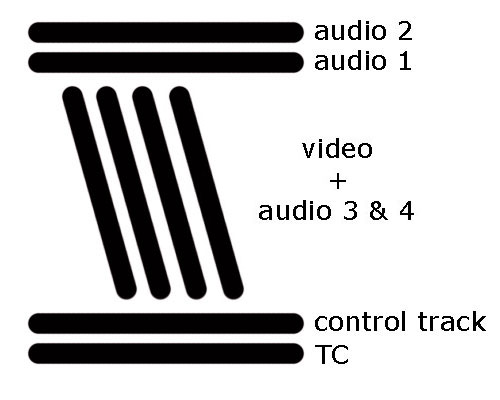
Esquema en trazas de la grabación de información en el formato Sony Betacam SP.

El sistema Betacam tiene un modo de grabación de la información sobre la superficie de la cinta que es necesario comprender para entender el funcionamiento del formato y de muchos sistemas de edición de vídeo. Como la inmensa mayoría de los formatos, graba la información de vídeo en trazas helicoidales (oblicuas) y el resto de información en trazas longitudinales (horizontales). Este sistema viene heredado de los primeros formatos de vídeo como el B y el C. Una de las principales ventajas respecto a los sistemas que le precedieron fue su capacidad de grabar de manera independiente la información de la señal de luminancia Y (B/N) y la señal de crominancia C (B-Y, R-Y).
Betacam SP graba la información de vídeo en 4 trazas cada pasada. Las dos interiores contienen la información de luminancia (Y) y las dos exteriores, la crominancia (C). Asimismo, las exteriores llevan incluidas las pistas 3 y 4 de audio, que van en frecuencia modulada. Esto puede dar problemas y muchas veces estas dos pistas de audio sufren interferencias. En las mismas pistas verticales está la información relativa al VITC (Vertical Interval Time Code).
Las pistas longitudinales graban audio e información de track y código de tiempo. Las dos superiores graban audio 1 y 2, quedando la 1, generalmente usada para locuciones, en el interior, más protegida. Las inferiores graban TC en el exterior, y control track en el interior, para que vaya resguardada, ya que se trata de información sobre el giro del motor de lectura/grabación. Es usado en todo el mundo.